# Městská památková zóna Zákupy

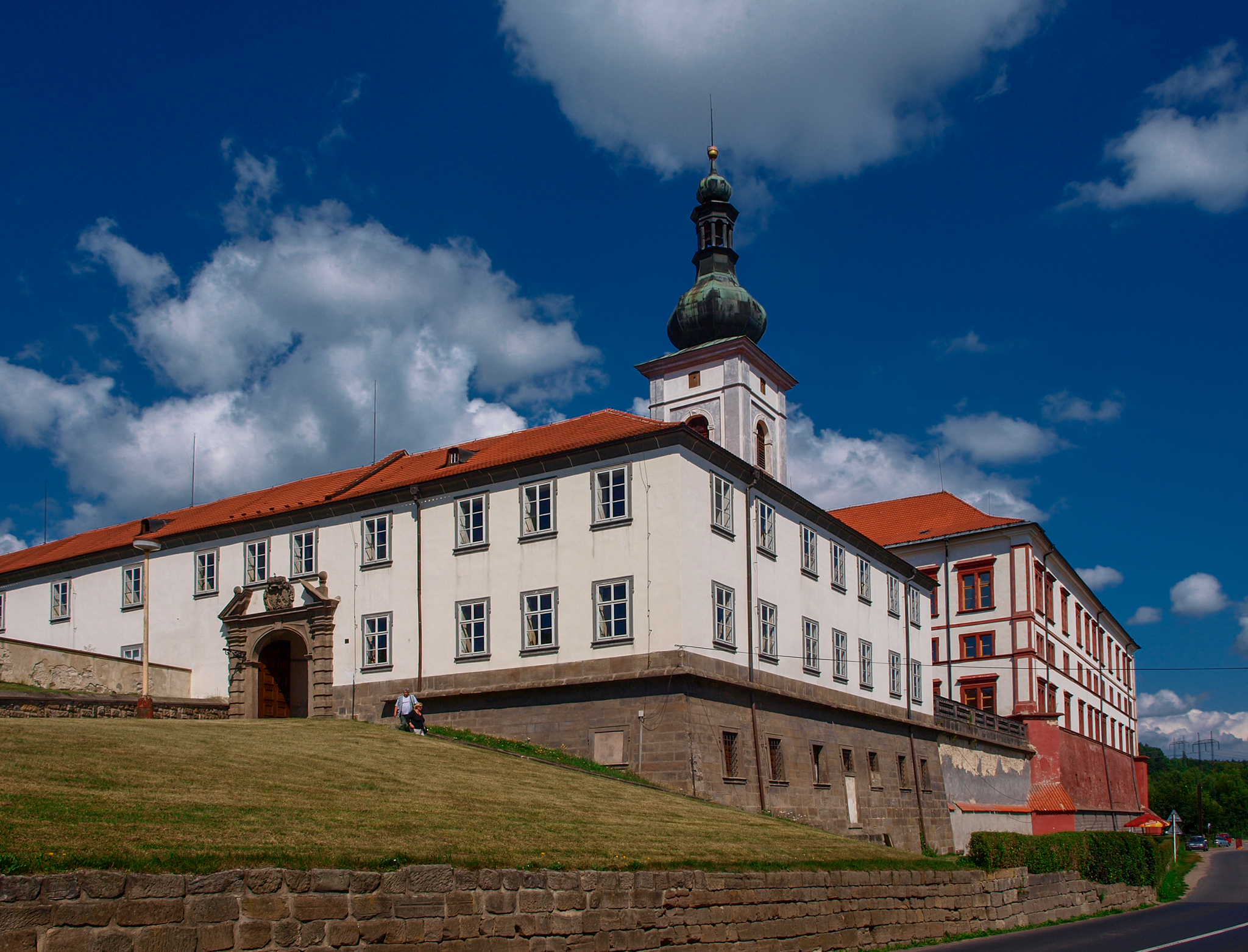
Zámek Zákupy je součástí zóny

Městská památková zóna Zákupy byla vyhlášena spolu s dalšími vyhláškou Ministerstva kultury České republiky ze dne 1. dubna 2003. V evidenci Národního památkového ústavu MonumNet má přidělené rejstříkové číslo 2434. Zahrnuje historický střed města Zákupy s řadou nemovitých kulturních památek.

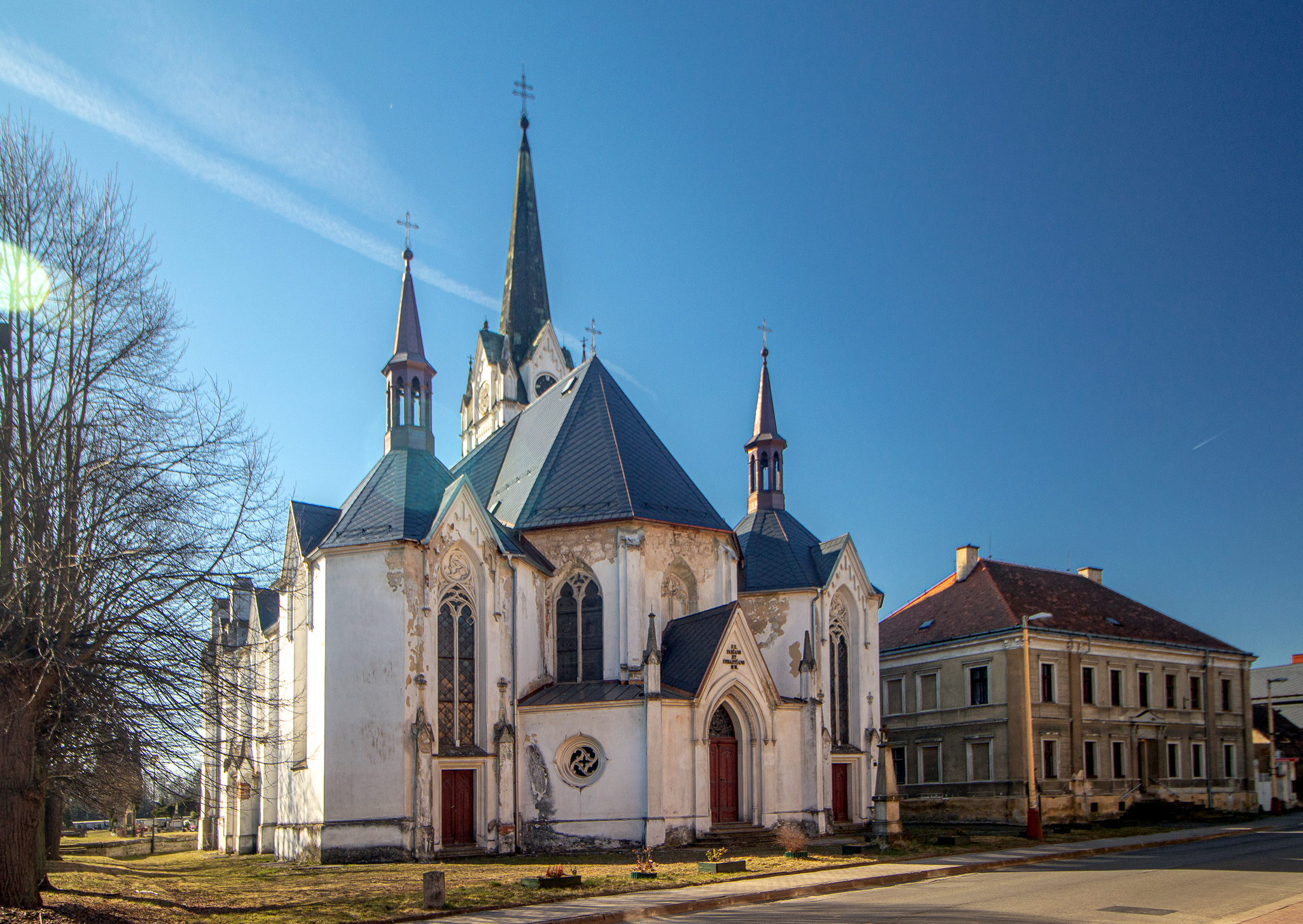
Kostel sv. Fabiána a Šebestiána

## Seznam památek v zóně
- 46904 / 5-3434 Kostel sv. Fabiána a Šebestiána
- 27967 / 5-3437 Kaple P. Marie (chyba záznamu, jméno je Kaple sv. Anny)
- 39864 / 5-3447 Sloup se sochou sv. Tobiáše
- 41422 / 5-3430 Sloup se sousoším Nejsvětější Trojice a sochami světců

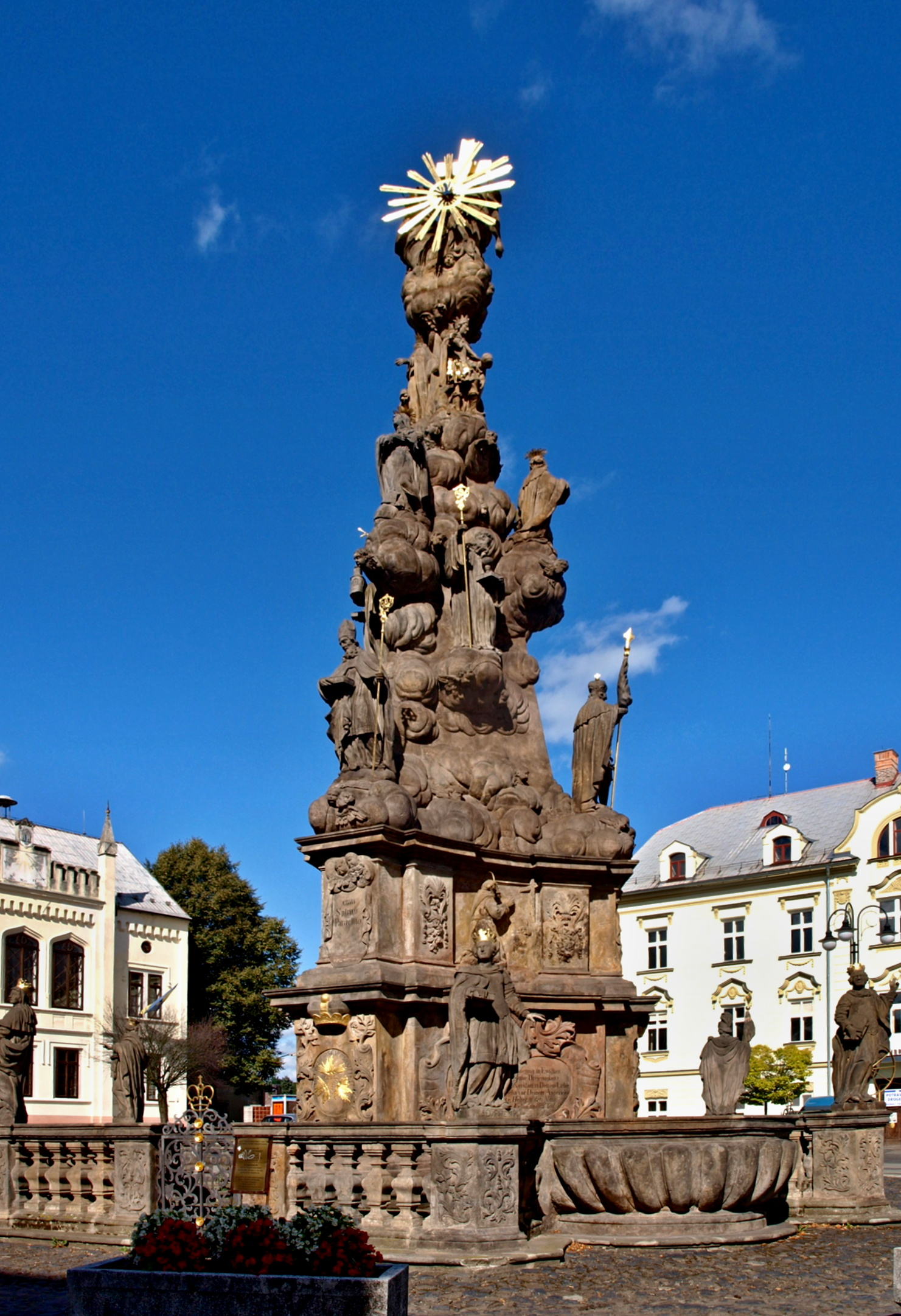
Střed města s morovým sloupem a radnicí

- 31746 / 5-3436 Silniční most se sochami s. Apolonie, sv. Barbory a s. křížem
- 17766 / 5-3441 Silniční most se sochami sv. Blažeje, sv. Valentina, sv. Prokopa, sv. Valburgy a další
- 29607 / 5-3448 Zámek s areálem
- 37946 / 5-3446 Městský dům Borská 46
- 28799 / 5-3443 Venkovský dům Zákoutí 40
- 33758 / 5-3444 Městský dům Borská 51
- 33773 / 5-3445 Venkovský dům Kamenická 67
- 14769 / 5-3440 Klášter kapucínský s kostelem sv. Františka Serafinského
- 26804 / 5-3442 Městský dům, Mírové náměstí 91
- 16486 / 5-3439 Venkovský dům Nábřežní 116
- 44849 / 5-3438 Venkovský dům Mostecká 147
- 21370 / 5-3432 Venkovská usedlost Mimoňská 234
- 45125 / 5-3431 Městský dům Mimoňská 243